# Närke
Närke (câteodată cunoscută ca Nericia) este o provincie a Suediei.